# 老古沟站
老古沟站位于辽宁省丹东市振安区五龙背镇老古沟村，为沈丹铁路上的一个火车站。建于1907年。
距离沈阳站260公里，丹东站17公里，隶属沈阳铁路局管辖。现为四等站。